# Gaufrování textilií

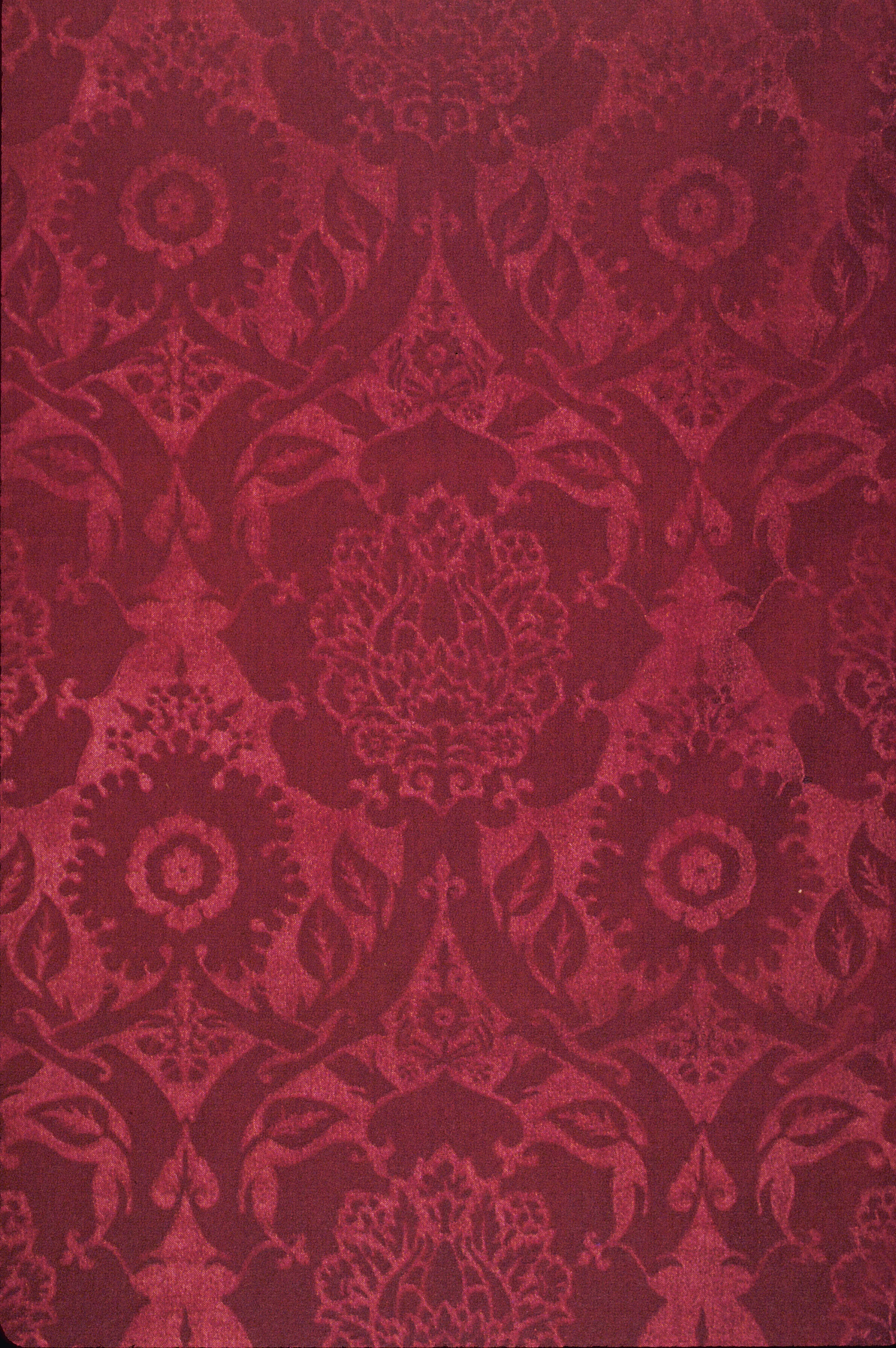
Gaufrovaný hedvábný samet ze začátku 20. století

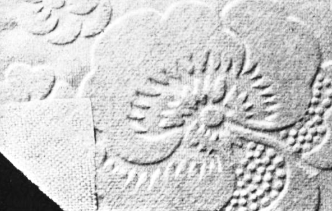
Gaufrovaný bavlněný domet-flanel, bělený, počesávaný, hmotnost 130g/m² (výroba cca 1920 na obložení rakví)

Gaufrování textilií (angl.: embossing, něm.: Gaufrage) je způsob vzorování textilií s pomocí razícího kalandru. 
Kalandr sestává v principu z jednoho ocelového válce s vyrytým vzorem a z jednoho hladkého válce potaženého papírem nebo bavlněnou tkaninou. Ocelový válec je vyhřívaný až na 100 °C, mezi oběma válci, které se otáčejí pod silným vzájemným tlakem, prochází zpracovávaná textilie.
Ražba na textiliích se dá upravit jako nevypratelná
- u syntetických materiálů následnou termofixací
- u výrobků z přírodních vláken fixací s pomocí umělých pryskyřic

Tkaniny s raženou, nepravidelnou strukturou se prodávají s označením gaufré nebo crash.
Pleteniny s nežádoucím leskem se matují gaufrováním s jemně rýhovaným vzorem.

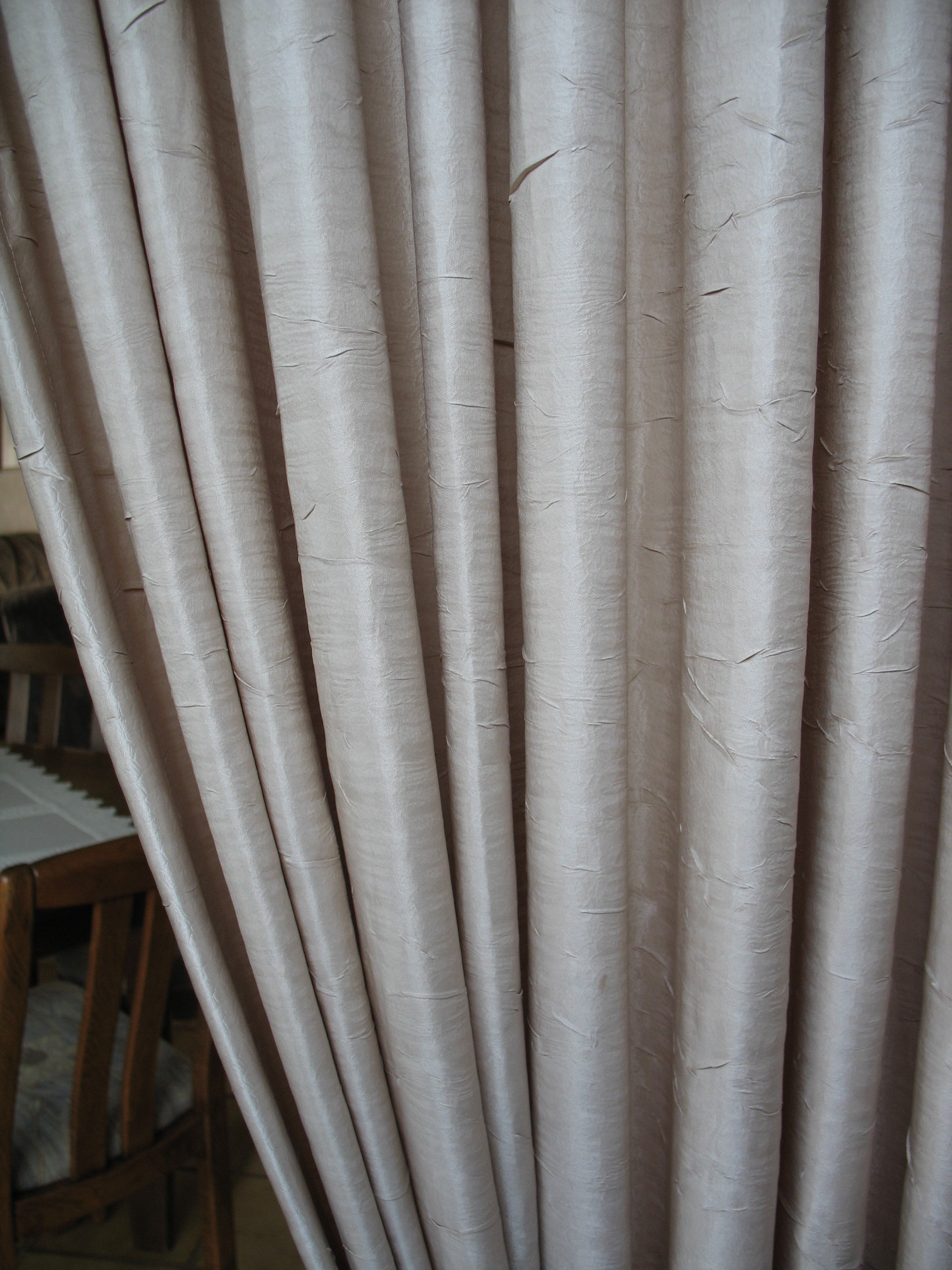
Crash z poslední dekády 20. století

## Použití gaufrovaných textilií
Dekorační tkaniny, bytové textilie, dámské oděvy aj.

## Řemeslná technika gaufrování
Při manufakturní úpravě textilií gaufrováním se používá šablona s vyrytým vzorem upevněná na lisu, do kterého se vkládá textilie (papír, kůže) k potiskování jednotlivých exemplářů.